# Khu bảo tồn Dja Faunal
Khu bảo tồn Dja Faunal là một khu dự trữ động vật, có sự đa dạng các loài, cùng với nhiều loài đang bị đe dọa. Khu bảo tồn nằm trên ranh giới của sông Dja, gần như bao quanh hoàn toàn (ngoại trừ khu vực phía đông) khiến nó trở thành một khu rừng nhiệt đới lớn và được bảo vệ tốt nhất tại châu Phi. Với hơn 1.500 loài thực vật nổi tiếng trong khu bảo tồn, hơn 107 loài động vật có vú, các loài linh trưởng cùng hơn 320 loài chim trên một diện tích 5.260 cây số vuông (2.030 sq mi). Năm 1987, khu bảo tồn này đã được UNESCO công nhận là một di sản thế giới.
Khu vực được thành lập vào năm 1950, nó là một phần không thể thiếu của các khu rừng mưa dày đặc lưu vực sông Congo với 90% diện tích là các khu rừng chưa bị tác động bởi con người. Dja Faunal có sự đa dạng sinh học đặc biệt cùng với sự có mặt của một loạt các loài linh trưởng quý hiếm, đang bị đe dọa trên toàn cầu bao gồm: khỉ đột phía Tây, tinh tinh, khỉ xồm bồ hóng, khỉ mặt chó và khỉ mặt chó Tây Phi. Một số loài đang bị đe dọa khác có mặt tại đây bao gồm voi rừng và vẹt xám châu Phi, loài đang đứng bên bờ vực tuyệt chủng.